# Francesco Maria Guazzo
Francesco Maria Guazzo, aussi connu sous les noms Guaccio ou Guaccius (15?? - 16??), est un prêtre italien, ayant exercé son sacerdoce à Milan. Il a écrit un livre, le Compendium Maleficarum, dans lequel il traite du sujet des sorcières en citant de nombreux « experts » tels Nicolas Rémy.

## Compendium Maleficarum

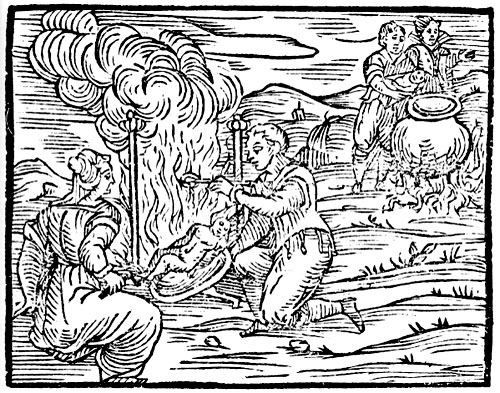
Une illustration de l'ouvrage.

Dans cet ouvrage, Francesco Maria Guazzo décrit onze formules ou cérémonies, préliminaires à la servitude de Satan, qu'il aurait été nécessaire de pratiquer pour participer au sabbat. 
Il y décrit également en détail les relations sexuelles entre les hommes et les succubes ainsi que celles entre les femmes et les incubes.
Guazzo s'inspire également des travaux de Michel Psellos pour classifier les démons.